# Transnistrisk rubel
Transnistrisk rubel är den valuta som används i Transnistrien. Valutan saknar valutakod men förkortas i regel PRB. 1 rubel = 100 kopek.
Valutan infördes 1994, fyra år efter att Transnistrien förklarade sig självständigt. Den redenominerades år 2000 där 1 000 000 gamla rubel blev 1 ny rubel.
Valutan går ej att använda utanför Transnistriens gränser och kan ej växlas i andra länder än Transnistrien.[förklaring behövs] Enrubelsedlarna har bild på Aleksandr Suvorov.

## Användning
Valutan ges ut av Transnistriens centralbank, som grundades 1992 och ligger i huvudstaden Tiraspol.

## Valörer
- Mynt: 1,3,5,10 rubel
- Underenhet: 1, 5, 10, 25 och 50 kopek
- Sedlar: 1, 5, 10, 25, 50, 100, 200 och 500 rubel